# Luk aorte
Luk aorte je dio aorte koji se nalazi između uzlazne aorte i silazne aorte. Počinje u razini gornjeg ruba drugog sternokostalnog zgloba desne strane i onda ide prvo prema gore, straga, i lijevo ispred dušnika. Zatim ide prema straga s lijeve strane dušnika, te konačno skreće prema dolje sve do razine četvrtog prsnog kralješka gdje postaje silazna aorta.
Luk čine dva zavoja: jedan s konveksan prema gore, a drugi konveksan naprijed i lijevo. 
Gornji rub luka je uobičajeno oko 2,5 cm ispod gornjeg ruba drška prsne kosti
(lat. manubrium sterni).

## Grane
Glavne grane koje polazi iz luka aorte su:
- ručnoglaveno arterijsko stablo (lat. truncus brachiocephalicus)
- lijeva zajednička arterija glave (lat. arteria carotis communis sinistra)
- lijeva potključna arterija (lat. a. subclavia sinistra)